# Plan projectif réel
En géométrie, le plan projectif réel, noté RP2 ou P2(R), est un exemple simple d'espace projectif (le corps des scalaires est constitué des nombres réels et la dimension est 2), permettant d'illustrer les mécanismes fondamentaux de la géométrie projective. Notamment, des représentations graphiques simples sont possibles qui font apparaître les caractéristiques propres à cette géométrie, contrairement au cas d'espaces construits sur d'autres corps. Du point de vue de la géométrie différentielle des surfaces, le plan projectif réel est la surface (compacte, connexe et sans bord) non orientable de genre 1.

## Définition
Le plan projectif réel est la structure obtenue en quotientant l'ensemble des vecteurs non nuls de R3 par la relation d'équivalence « être colinéaire ». Ainsi, il existe une bijection canonique entre le plan projectif réel et l'ensemble des droites vectorielles de l'espace vectoriel R3 : chaque élément du plan projectif, c'est-à-dire chaque classe d'équivalence, est une droite privée du vecteur nul.
Ou encore, en termes affines : c'est l'espace affine usuel de dimension 3 duquel on retire un point considéré comme l'origine, puis dans lequel on identifie deux points lorsqu'ils sont alignés avec cette origine.

## Construction explicite

Les trois droites OM,ON, OR non incluses dans le plan vectoriel du bas correspondent à trois points (triangle bleu) du plan affine du haut.

Le plan projectif peut être vu comme constitué de deux parties : une partie affine, qui peut être identifiée au plan usuel, et une partie dite « à l'infini », qui est une droite projective réelle. Cette dernière est en bijection avec ℝ ∪ {∞} (à ne pas confondre avec ℝ ∪ {-∞, +∞}).
En effet, une telle partition apparaît lorsqu'on fixe un plan affine ne passant pas par l'origine, par exemple le plan d'équation z = 1, et qu'on associe, à chaque droite vectorielle non parallèle à ce plan, son point d'intersection avec ce plan. On met ainsi en bijection avec ce plan affine une partie du plan projectif réel, qu'on appelle partie affine. Les autres droites vectorielles (celles incluses dans le plan d'équation z = 0) constituent une droite projective réelle (en), qu'on appelle droite à l'infini.

### Coordonnées homogènes
Les vecteurs non nuls de R3 sont les triplets (x, y, z) de nombres réels non tous trois nuls. Un tel vecteur étant fixé, les vecteurs non nuls qui lui sont colinéaires sont les triplets de la forme (kx, ky, kz), où k varie dans l'ensemble des réels non nuls. On appelle coordonnées homogènes du point correspondant du plan projectif réel n'importe lequel de ces triplets, que l'on note alors plutôt [kx : ky : kz].
Dans cette notation, les points admettant des coordonnées de la forme [x : y : 0] forment la droite à l'infini, et les autres points peuvent tous être écrits sous la forme [x : y : 1] et forment un plan affine.

### Représentation du plan projectif réel

Le plan projectif réel s'identifie à un carré dont on « recolle » les côtés opposés.

Le plan projectif réel peut être aussi construit à partir d'une sphère, par identification des points antipodaux.
Cela revient à partir d'un hémisphère fermé, c'est-à-dire comprenant le cercle qui le borde, et à identifier, sur ce cercle, les points antipodaux. Dans cette représentation, l'hémisphère ouvert considéré s'identifie à un plan usuel via une projection centrale par rapport au centre de la sphère, et le bord circulaire fournit une droite à l'infini. Lors du processus d'identification des points antipodaux sur le bord circulaire, la topologie de l'hémisphère ouvert n'est pas modifiée ; plus généralement, la topologie du plan projectif réel au voisinage de chacun de ses points est celle du plan usuel (on dit que c'est une variété de dimension 2). La modification porte uniquement sur la topologie globale.
Lorsqu'on « aplatit » l'hémisphère en un carré, le plan projectif réel s'identifie à ce carré dont on « recolle » les côtés opposés, orientés en sens contraire, donc à un ruban de Möbius dont on recolle le bord sur lui-même.
Le plan projectif réel aussi homéomorphe à l'union d'un disque et d'un ruban de Möbius recollés le long de leur bord. 
Le mathématicien Werner Boy a défini une immersion du plan projectif réel dans l'espace usuel de dimension 3, appelée surface de Boy.

## Homogénéisation des équations de courbes algébriques
Soit une courbe algébrique du plan usuel, admettant une équation de la forme P(x, y) = 0, où P est un polynôme en deux indéterminées. On identifie alors le plan usuel à l'ensemble des points admettant des coordonnées homogènes de la forme [x : y : 1] dans le plan projectif. Le procédé d'homogénéisation permet d'obtenir à partir de l'équation initiale l'équation d'une courbe dans le plan projectif qui prolonge la courbe initiale à la droite à l'infini.

### Homogénéisation des droites
Une équation de droite dans le plan affine est de la forme ax + by + c = 0, avec a, b et c trois réels, et a ou b non nul. L'équation homogène associée est alors l'équation P*(x, y, z) = ax + by + cz = 0, obtenue en multipliant le terme constant initial par z de manière que le membre de gauche de l'équation soit un polynôme homogène, c'est-à-dire ait tous ses termes de même degré (ici 1). Un point du plan projectif de coordonnées homogènes [x : y : z] est alors sur la droite projective ainsi obtenue si et seulement si P*(x, y, z) = 0, ce qui est indépendant du choix des coordonnées homogènes : en effet, pour tout k réel non nul, par homogénéité de P*, l'égalité P*(kx, ky, kz) = kP*(x, y, z) est vérifiée, et donc P*(kx, ky, kz) et P*(x, y, z) sont simultanément nuls.
Un point dans le plan affine initial admet des coordonnées homogènes de la forme [x : y : 1], et P*(x, y, 1) = P(x, y), ce qui montre que le point [x : y : 1] est sur la droite projective ainsi définie si et seulement si le point (x, y) est sur la droite affine initiale : on a donc bien prolongé la droite affine initiale en une droite projective.

### Homogénéisation des courbes
L'homogénéisation des équations de courbes algébriques se fait de manière similaire, en multipliant chaque terme d'un polynôme P en deux variables par une puissance de z convenable, de manière à obtenir un polynôme P*, homogène, et de degré égal à celui du polynôme initial. Par exemple, la courbe {\displaystyle aX^{2}+bX-Y+c=0} devient après homogénéisation :